# Gregg Daniel
Gregg Daniel (Brooklyn (New York), 1958) is een Amerikaanse acteur.

## Biografie
Daniel begon in 1990 met acteren in de televisieserie Mancuso, FBI. Hierna heeft hij in meer televisieseries en films gespeeld zoals Beverly Hills, 90210 (1994-1996), Party of Five (1998), Mike Hammer, Private Eye (1998), City of Angels (2000), NYPD Blue (2001-2004), Desperate Housewives (2004), Hancock (2008) en True Blood (2010). 

## Filmografie

### Films
Uitgezonderd korte films.
- 2024 Joker: Folie à Deux - als Muziek Leraar
- 2021 Color Box - als Arthur
- 2020 Fat Ass Zombies - als Carl
- 2018 Brampton's Own - als Dave Thompson
- 2018 Truth or Dare - als rechercheur Kranis
- 2016 Jerico - als Thomas Cook
- 2016 Jerico Final Cut 2017 - als Thomas Cook sr.
- 2010 A Marine Story – als sheriff
- 2008 The Coverup – als rechter
- 2008 Hancock – als politiechef
- 2007 Evan Almighty – als congreslid
- 2007 Spider-Man 3 – als rechercheur
- 2007 American Family – als psychiater
- 2003 Hollywood Homicide – als Mando Lopez
- 2002 Van Wilder – als Engelse professor
- 2000 Gun Shy – als Jonathan
- 1999 New Jersey Turnpikes – als vader van Bug
- 1998 Perfect Prey – als rechercheur Footman
- 1997 Clockwatchers – als politieagent
- 1996 Mars Attacks! – als laborant
- 1996 Lawnmower Man 2: Beyond Cyberspace – als advocaat van Trace
- 1995 Indictment: The McMartin Trial – als tv-verslaggever
- 1994 Breach of Conduct – als mp op politiebureau
- 1993 Desire – als politiechef
- 1992 Honor Thy Mother – als ziekenbroeder
- 1992 White Men Can’t Jump – als Leon
- 1990 Pump Up the Volume – als leraar Moore

### Televisieseries
Uitgezonderd eenmalige gastrollen.
- 2107 - 2021 Insecure - als David Carter - 7 afl.
- 2021 City of Ghosts - als Andre - 3 afl.
- 2020 For Life - als Easley Barton - 3 afl.
- 2020 I Am Not Okay with This - als mr. Whitaker - 2 afl.
- 2018 Alexa & Katie - als dr. Breitweiser - 2 afl.
- 2017 Urban Nightmares - als Wayne Morris - 7 afl.
- 2010 - 2014 True Blood – als Daniels - 15 afl.
- 2004 Desperate Housewives – als dr. Sicher – 2 afl.
- 2001 Any Day Now – als Peter West – 2 afl.
- 2000 City of Angels – als Gill – 6 afl.
- 1998 Mike Hammer, Private Eye – als Grady – 8 afl.
- 1998 Party of Five – als dr. Calsyn – 2 afl.
- 1994 – 1996 Beverly Hills, 90210 – als decaan Whitmore – 5 afl.
- 1992 - 1994 Knots Landing - als locoburgemeester Lofton - 4 afl.
- 1990 Mancuso, FBI – als ?? – 2 afl.